# زبان سامی آکالا
سامی آکالا یک زبان سامی بود که در روستاهای سامی شبه‌جزیره کولا در روسیه گفتگو می‌شد. در گذشته آن را گویشی از سامی کیلدین برمی‌شمردند، ولی امروزه آکالا به عنوان زبان سامی مستقلی پذیرفته شده‌است. این زبان به همسایه غربی‌اش سامی اسکولت بسیار نزدیک است.